# El Batallón
El Batallón är en ort i Mexiko.   Den ligger i kommunen Angostura och delstaten Sinaloa, i den västra delen av landet, 1 100 km nordväst om huvudstaden Mexico City. El Batallón ligger 17 meter över havet och antalet invånare är 127.
Terrängen runt El Batallón är mycket platt. Runt El Batallón är det ganska glesbefolkat, med 43 invånare per kvadratkilometer. Närmaste större samhälle är Angostura, 9,4 km norr om El Batallón. Trakten runt El Batallón består till största delen av jordbruksmark.